# Burchard I. von Halberstadt

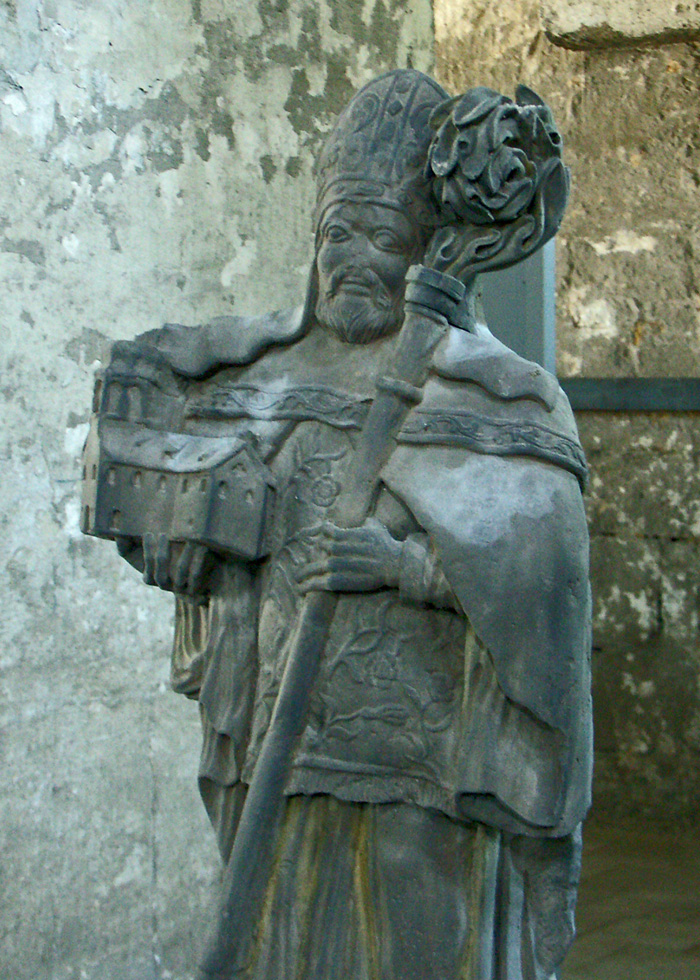
Burchard I. in der St.-Burchardi-Kirche von Halberstadt

Burchard I. von Halberstadt, auch Burchard von Nabburg, (* um 1000 in Nabburg; † 18. Oktober 1059 in Halberstadt) war ein deutscher Kleriker und Politiker sowie Bischof von Halberstadt.

## Leben
Burchard war ein Sohn des Heinrich von Schweinfurt, Markgraf im bayerischen Nordgau, und der Gerberga von Henneberg, einer Tochter des Popponen Graf Otto II. Mit sieben Jahren kam er an die bekannte Klosterschule St. Emmeram in Regensburg, wo der spätere Prior von St. Emmeram, Graf Arnold von Vohburg, seine Gelehrsamkeit förderte.
Nach seiner Ausbildung widmete er sich zunächst weltlichen Aufgaben. Das höchste Amt erreichte er dabei, als er 1032 von Kaiser Konrad II. zu seinem Kanzler berufen wurde. Die erste Urkunde mit der Unterschrift des Kanzlers Burchard stammt vom 17. Dezember 1032 und wurde in Quedlinburg gefertigt, das letzte Schriftstück von ihm als Kanzler trägt das Datum 26. Oktober 1036.
Als 1036 der Bischof Branthog von Halberstadt starb, wurde Burchard in Anbetracht seines für das Mittelalter vorbildlichen Lebenswandels auf vielseitigen Wunsch von Konrad II. zum Bischof von Halberstadt ernannt. Hier ordnete er die Verwaltung des Bistums neu, indem er es in weitgehend selbständige Archidiakonate einteilte.
Er entfaltete auch eine rege Bautätigkeit. Er errichtete eine Bischofsresidenz und Wohnhäuser für die Domherren. Auf dem Huy bei Halberstadt erbaute er eine Kapelle, die der Jungfrau Maria geweiht war und an deren Stelle 1080 das Kloster Huysburg entstand. Im Norden der Stadt gründete er ein Kloster, das später seinen Namen erhielt, und er erbaute hier eine Kapelle, welche als Vorläufer der St. Burchardi-Kirche anzusehen ist. An der Halberstädter Domschule erhielt auch Suidiger von Hornburg, der spätere Papst Clemens II., seine Ausbildung.
Er betätigte sich aber auch über Halberstadt hinaus. Er war Konrad II. weiterhin treu ergeben und begleitete ihn auf seinem Italienzug 1038/1039. Er stützte ebenfalls die Politik von dessen Sohn und Nachfolgers, Heinrich III. Unklar ist dagegen das Verhältnis zur Kaiserin Agnes nach dem Tod Heinrichs III.
Burchard war an der Gründung des Klosters Goseck beteiligt. Er war bestrebt, die Spannungen abzubauen, die zum Erzbistum Magdeburg bestanden. Angeblich soll 1059 der Magdeburger Erzbischof Engelhard den sterbenskranken Burchard sogar noch aufgesucht haben.
Am 18. Oktober 1059 starb Bischof Burchard und wurde im Halberstädter Dom beigesetzt.

## Folgen
1060 kam es im Dom zu einem Brand.  Das war wahrscheinlich der Grund dafür, dass die Grabstätte bereits 1060 in die Kirche des Burchardi-Klosters überführt wurde. 1810 wurde das Kloster zugunsten eines Gutsbetriebes aufgehoben und die Gebeine von Bischof Burchard I. und sein barockes Grabdenkmal kamen in die Franziskanerkirche St. Andreas, wo sie sich heute noch befinden.
Wegen der sich erst langsam durchsetzenden Heiligsprechungsregeln wurde Burchard nie offiziell heiliggesprochen, aber vom Volk als Heiliger verehrt und in zahlreichen Dokumenten so bezeichnet u. a. auch 1253 von Papst Innozenz IV.  1253 erfolgte eine päpstliche Indulgenz am Festtag des hl. Burchard. Er gilt als einziger Heiliger unter den Halberstädter Bischöfen.
Im Jahr 1984 wurde eine Reliquie des Heiligen aus der Andreaskirche Halberstadt in seine Heimatstadt Nabburg gebracht. Sie ruht im rechten Seitenaltar der Pfarrkirche in Nabburg.